# San Clemente papa

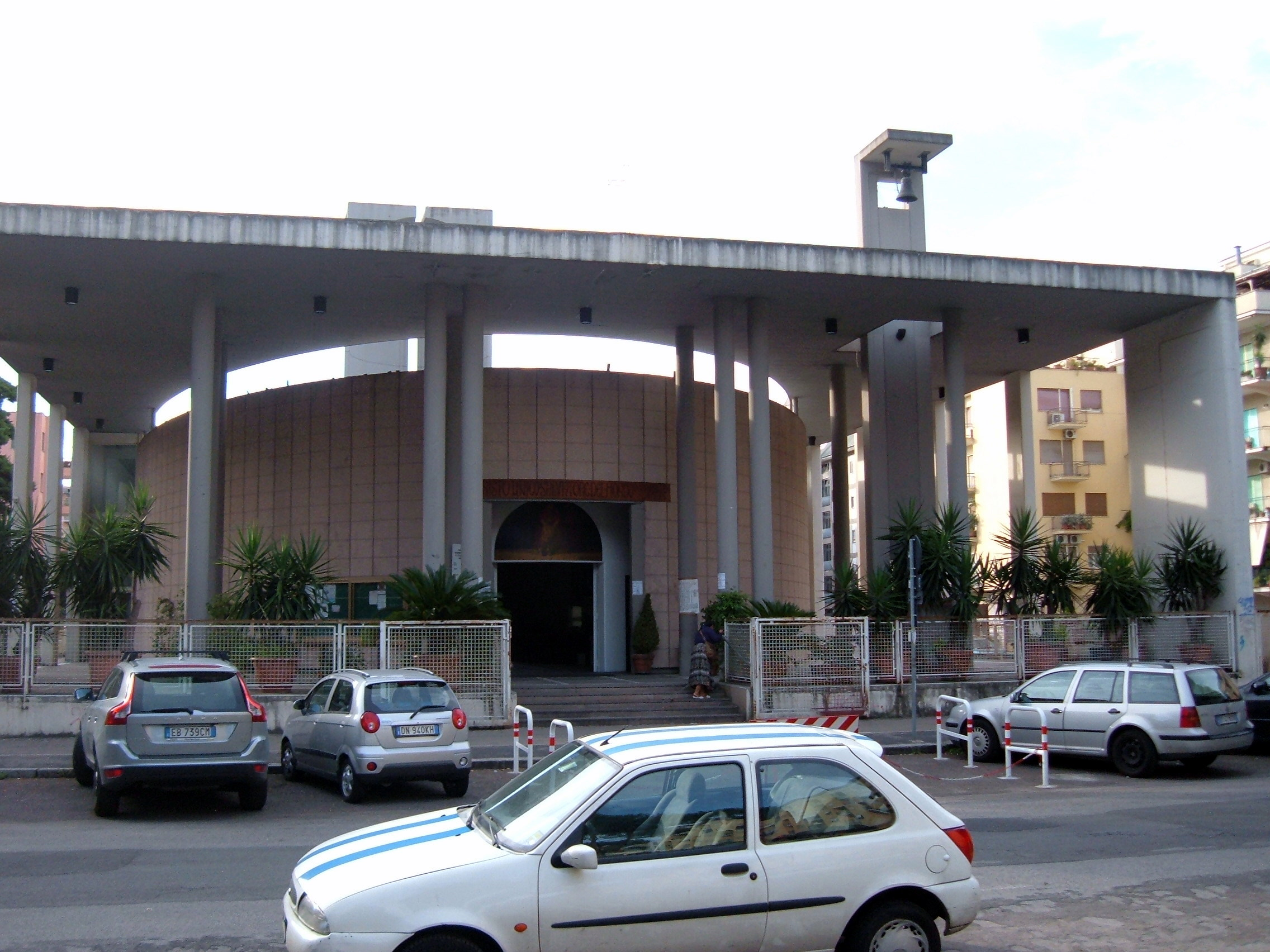
Vista da igreja.

San Clemente papa, conhecida também como San Clemente a Monte Sacro, é uma igreja de Roma localizada na Via Val Santerno, no quartiere Monte Sacro. É dedicada ao papa São Clemente I, o terceiro papa.

## História

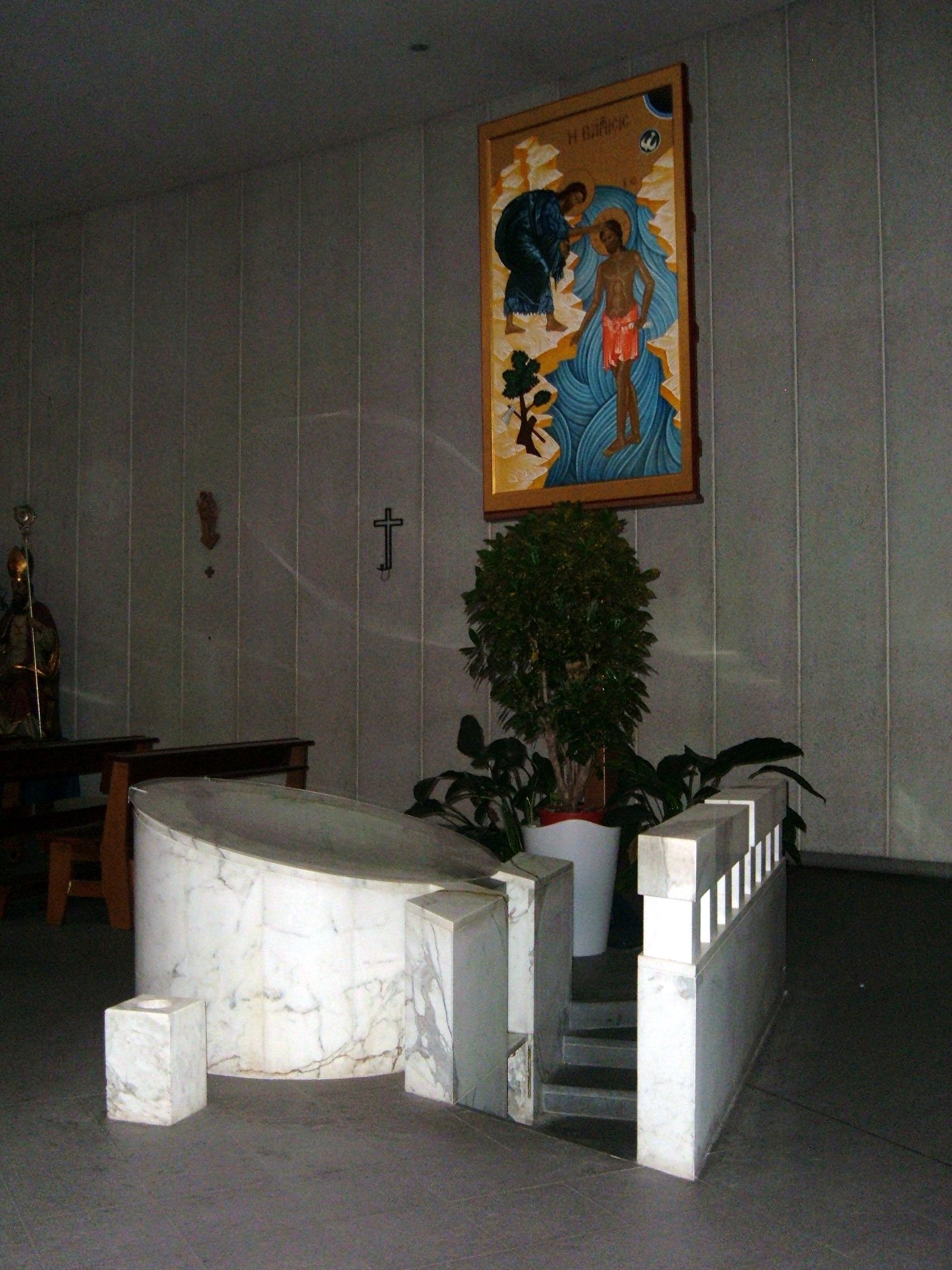
Pia batismal.

Esta igreja foi construída na segunda metade do século XX. Entre 1957 e 1959, com base num projeto de Ugo Luccichenti, cripta foi terminada e, por muitos anos, o ambiente foi utilizado para a realização das cerimônias da futura igreja. Na década de 1990, a igreja propriamente dita foi terminada, um projeto dos arquitetos Gioia Barchiesi Ghenzi, Riccardo d'Aquino, Piercarlo Rampini di Roma e Duccio Staderini, e consagrada pelo cardeal-vigário Camillo Ruini em 4 de fevereiro de 1995. 
Ela é sede da paróquia homônima, instituída em 21 de dezembro de 1956 pelo cardeal-vigário Clemente Micara através do decreto "Quotidianis curis".

## Descrição
Externamente, a igreja se apresenta com uma colunata coberta de concreto armado que encerra a estrutura principal da igreja, em tijolinhos vermelhos. O interior tem uma planta elíptica. O amplo presbitério é caracterizado pelo alinhamento do trono, do altar-mor e do atril: este último, por exemplo, não fica, como de costume, ao lado do altar, mas entre este e o trono do celebrante.
A igreja está decorada com diversas ícones modernos. A parede de fundo do presbitério ostenta um crucifixo de madeira ladeado por ícones de Nossa Senhora e de São João. Nas paredes laterais do presbitério está outros dez ícones com imagens dos apóstolos e evangelistas Bartolomeu, André, Lucas, Mateus, Paulo, Pedro, Marcos, Simão, João e Tiago. Na parede da contrafachada está um ícone da "Dormição da Virgem" (em latim: Dormitio Virginis), um tema muito mais comum em igrejas ortodoxas.

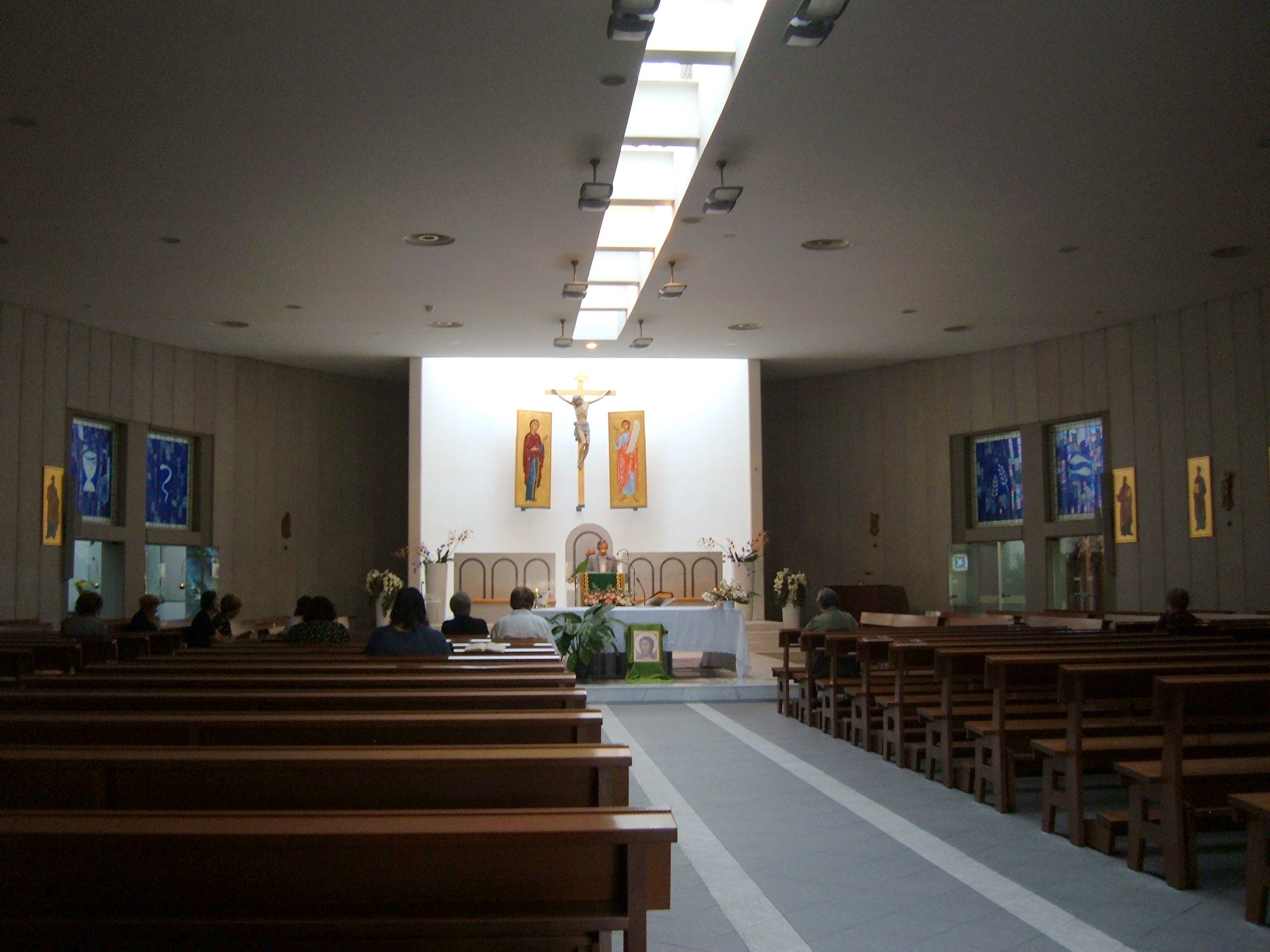
Vista do interior.

À esquerda do presbitério está a Capela do Santíssimo Sacramento e, na entrada da igreja, está a pia batismal, decorada com um ícone chamado "Batismo de Jesus" no Jordão". Finalmente, na parede da direita está uma estátua de madeira de São Clemente.